# Зелена Горка (Новосибірська область)
Зелена Горка (рос. Зелёная Горка) — селище у Болотнинському районі Новосибірської області Російської Федерації.
Входить до складу муніципального утворення Світлополянська сільрада. Населення становить 11 осіб (2010).

## Історія
Згідно із законом від 2 червня 2004 року органом місцевого самоврядування є Світлополянська сільрада.

## Населення
| 2002 | 2007 | 2010 |
| ---- | ---- | ---- |
| 46   | ↘41  | ↘11  |